# Sobibór
Sobibór [IPA:sɔbibur] falu a Włodawai járásban, a Lublini vajdaságban, Kelet-Lengyelországban található, a Fehéroroszország és Ukrajna határát képező Bug folyó közelében.

## Története
Sobibór Lublintól 80 km-re keletre található. Tőle délre és nyugatra helyezkedik el a Sobibór Tájpark nevű védett terület.
A második világháború idején a németek a falu közelében építették fel a sobibóri megsemmisítő tábort. A táborban 1942. április és 1943. október 14. között kivégzett zsidók számát 250 000-re becsülik. Az egykori tábor területén található a Sobibór Múzeum.